# Tiefenstockheim
Tiefenstockheim ist ein Gemeindeteil des Marktes Seinsheim im unterfränkischen Landkreis Kitzingen. Die Gemarkung Tiefenstockheimheim hat eine Fläche von 4,307 km². Sie ist in 826 Flurstücke aufgeteilt, die eine durchschnittliche Fläche von 5214,16 m² haben. In ihr liegen neben dem namensgebenden Ort die Wohnplätze Gumpertsmühle und Riedmühle.

## Geografie
Das Pfarrdorf liegt im südlichen Steigerwald-Vorland in einem der schönsten Täler Unterfrankens, dem Breitbachgrund. Die Kreisstraße KT 5 führt zur Staatsstraße 2418 (1,6 km westlich) bzw. nach Markt Herrnsheim zur Staatsstraße 2419 (2,7 km östlich). Die Kreisstraße KT 16 führt nach Willanzheim zur St 2419 (2,7 km nordöstlich). Die Kreisstraße KT 55 führt nach Iffigheim zur St 2418 (2 km südlich).

## Geschichte

### Ortsname
Das Grundwort heim im Namen heißt Haus oder Heimat. Als Bestimmungswort kommt stock dazu, was Baumstumpf oder –stamm bedeutet. Die Rodungssiedlung entstand an einem Platz, an dem die Baumüberreste stehen blieben und vermoderten. Der Zusatz tiefen soll wohl der Hinweis auf die Tallage des Pfarrdorfes sein. Damit war der Ort von anderen naheliegenden „Stockheimen“ wie Mainstockheim und Fröhstockheim zu unterscheiden.

### Ortsgeschichte
Bodenfunde aus der Bandkeramiker- und Hallstattzeit beweisen, dass das Tiefenstockheimer Gebiet bereits vor Christus besiedelt war.
Im 12. Jahrhundert wird der Ort unter den Besitztümern des Domkapitels Würzburg erstmals urkundlich genannt. Das Domkapitel besaß bis 1803 die Grundherrschaft im Dorf.:56
Gegen Ende des 18. Jahrhunderts gab es in Tiefenstockheim aus 48 Wohngebäude und 4 Mühlen. Hoch- und Niedergericht sowie die Dorf- und Gemeindeherrschaft hatte das würzburgische Amt Willanzheim inne. Zwei Anwesen unterstanden in Niedergerichtssachen dem brandenburg-ansbachischen Kastenamt Uffenheim.
Im Jahr 1810 kam Tiefenstockheim an das Königreich Bayern. Mit dem Gemeindeedikt (frühes 19. Jahrhundert) wurde Tiefenstockheim dem Steuerdistrikt Willanzheim zugewiesen. Wenig später entstand die Ruralgemeinde Tiefenstockheim mit den Orten Gumpertsmühle und Riedmühle. Sie war in Verwaltung und Gerichtsbarkeit dem Landgericht Markt Bibart zugeordnet und in der Finanzverwaltung dem Rentamt Iphofen. Am 25. August 1857 wurde die Gemeinde an das Landgericht Marktbreit und an das Rentamt Ochsenfurt überwiesen (1919 in Finanzamt Ochsenfurt umbenannt). Ab 1862 war das Bezirksamt Kitzingen (1939 in Landkreis Kitzingen umbenannt) für die Verwaltung der Gemeinde zuständig. Die Gerichtsbarkeit blieb beim Landgericht Marktbreit (1879 in Amtsgericht Marktbreit umbenannt), ab 1932 war das Amtsgericht Ochsenfurt zuständig. 1964 hatte die Gemeinde eine Gebietsfläche von 4,292 km². Am 1. Juli 1972 wurde Tiefenstockheim an das Finanzamt Kitzingen und das Amtsgericht Kitzingen überwiesen. Am 1. Mai 1978 wurde die Gemeinde im Zuge der Gebietsreform in Bayern in den Markt Seinsheim eingegliedert.

### Wappen
| Wappen von Tiefenstockheim | Blasonierung: „St. Kilian in goldenem Bischofsornat und der Mitra, in der Rechten das silberne Schwert, in der Linken den Krummstab; unten in Silber ein Baumstumpf“                                                                                      |
| Wappen von Tiefenstockheim | Wappenbegründung: Der obere Teil verweist auf die historische Zugehörigkeit von Tiefenstockheim zum Hochstift Würzburg, der untere symbolisiert den Ortsnamen. Die Tingierung in Silber und Rot spielt dagegen auf das Wappen des Hochstifts Würzburg an. |

### Baudenkmäler
In Tiefenstockheim gibt es 15 Baudenkmäler:
- St. Peter und Paul: Katholische Pfarrkirche mit Kirchenburg. 1330 findet sich der erste urkundliche Eintrag im Lehenbuch des Hochstifts Würzburg. Ein Friedrich Hornung erhielt Fläche im Kirchhof von Tiefenstockheim. Im Jahre 1475 bekam der Dompropst das Öffnungsrecht. Er durfte bei Gefahr in der Kirchenburg Zuflucht suchen. Weiterhin berichteten die Unterlagen aus dem 16. Jahrhundert von 13 Gaden und Kirchhäusern sowie sechs Kellern.[8]:56[20] Die Kirchenburganlage wurde nach umfänglichen Renovierungsarbeiten im Jahr 2002 der Öffentlichkeit übergeben. Aus ehemals fünf Gaden entstand ein Dorfgemeinschaftszentrum. Es bietet heute Raum für Veranstaltungen aller Art.

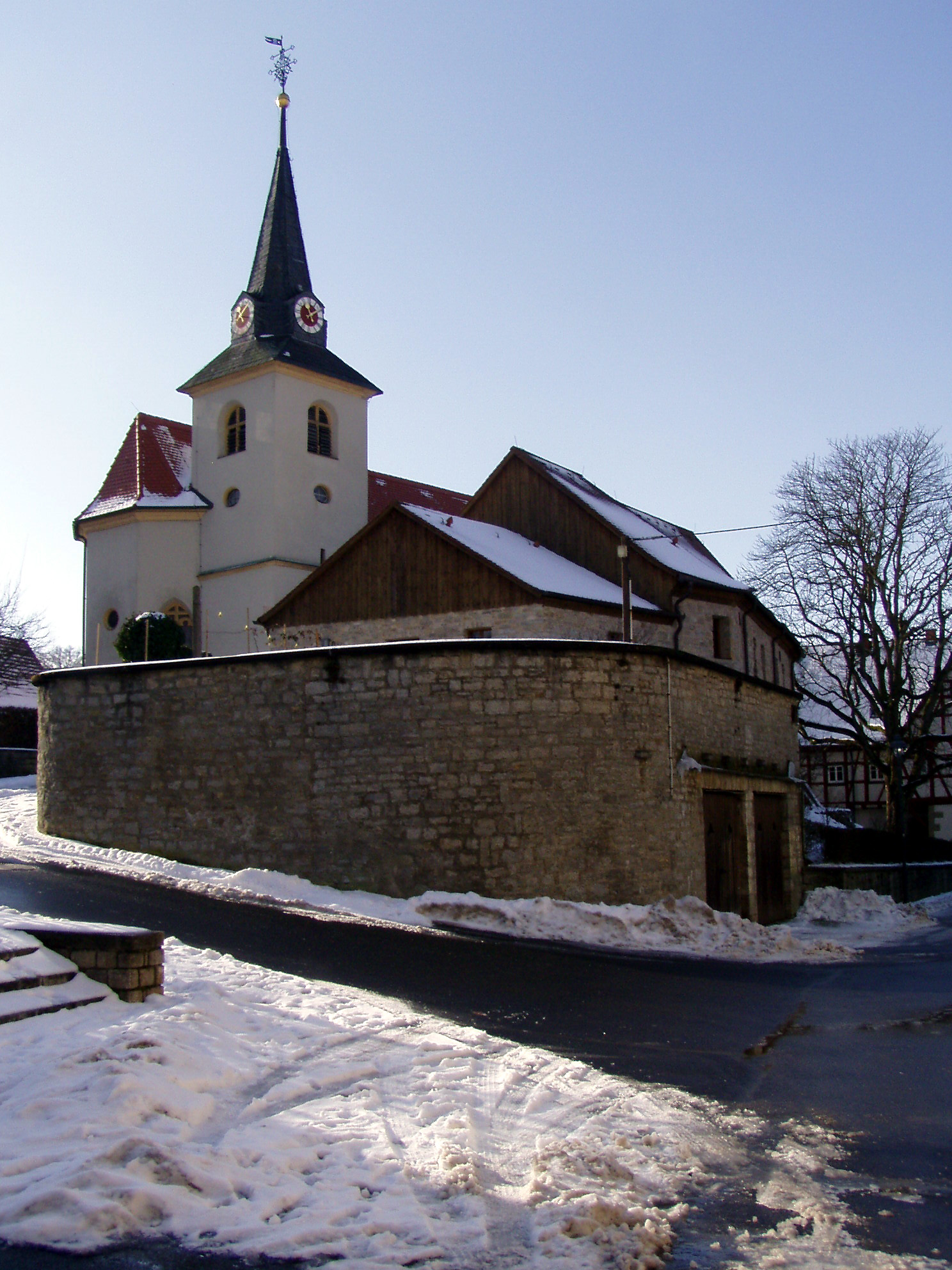
Kirchenburganlage
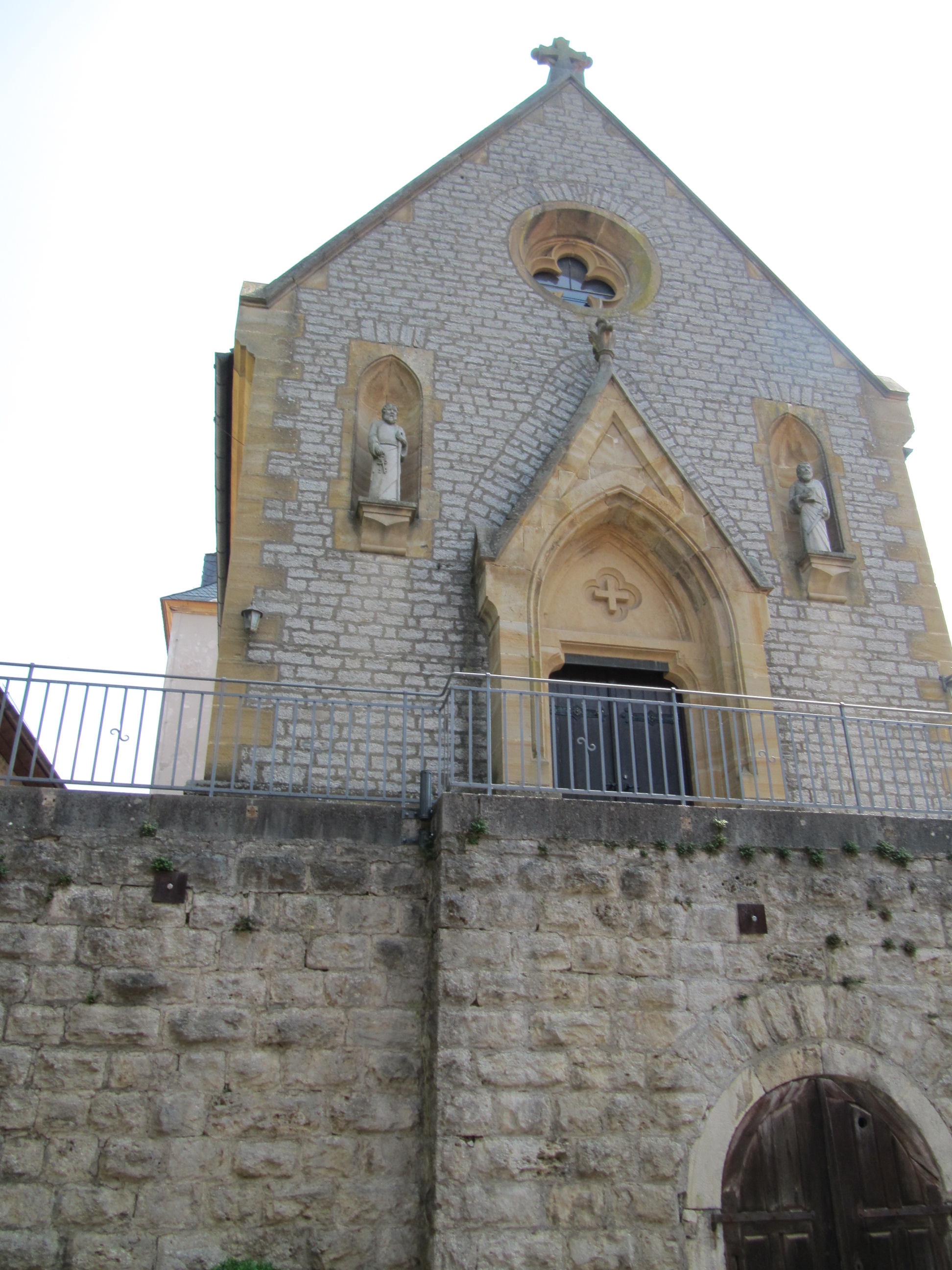
Giebelseite des Kirchenschiffs
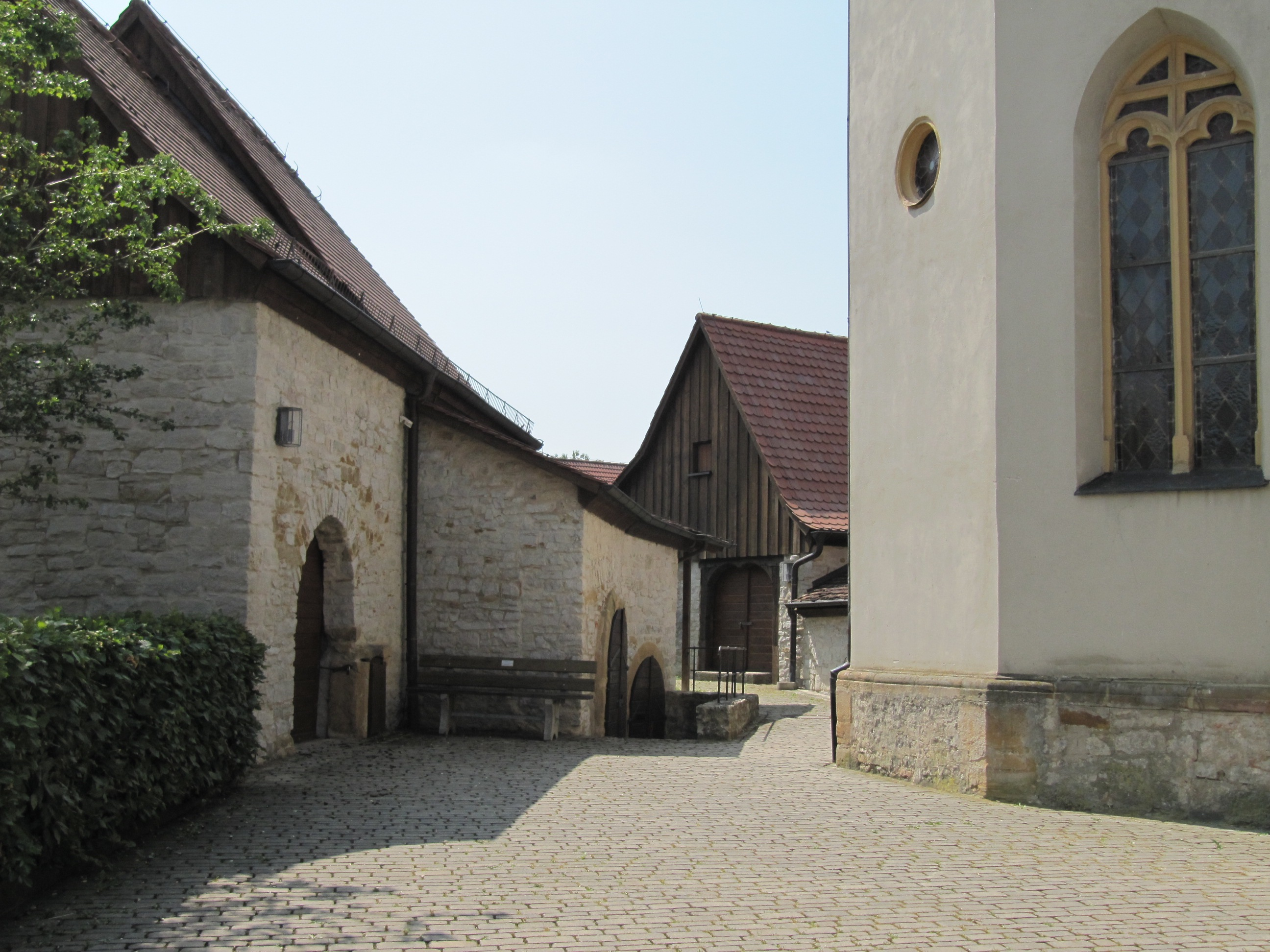
Erhaltene Gadenhäuschen
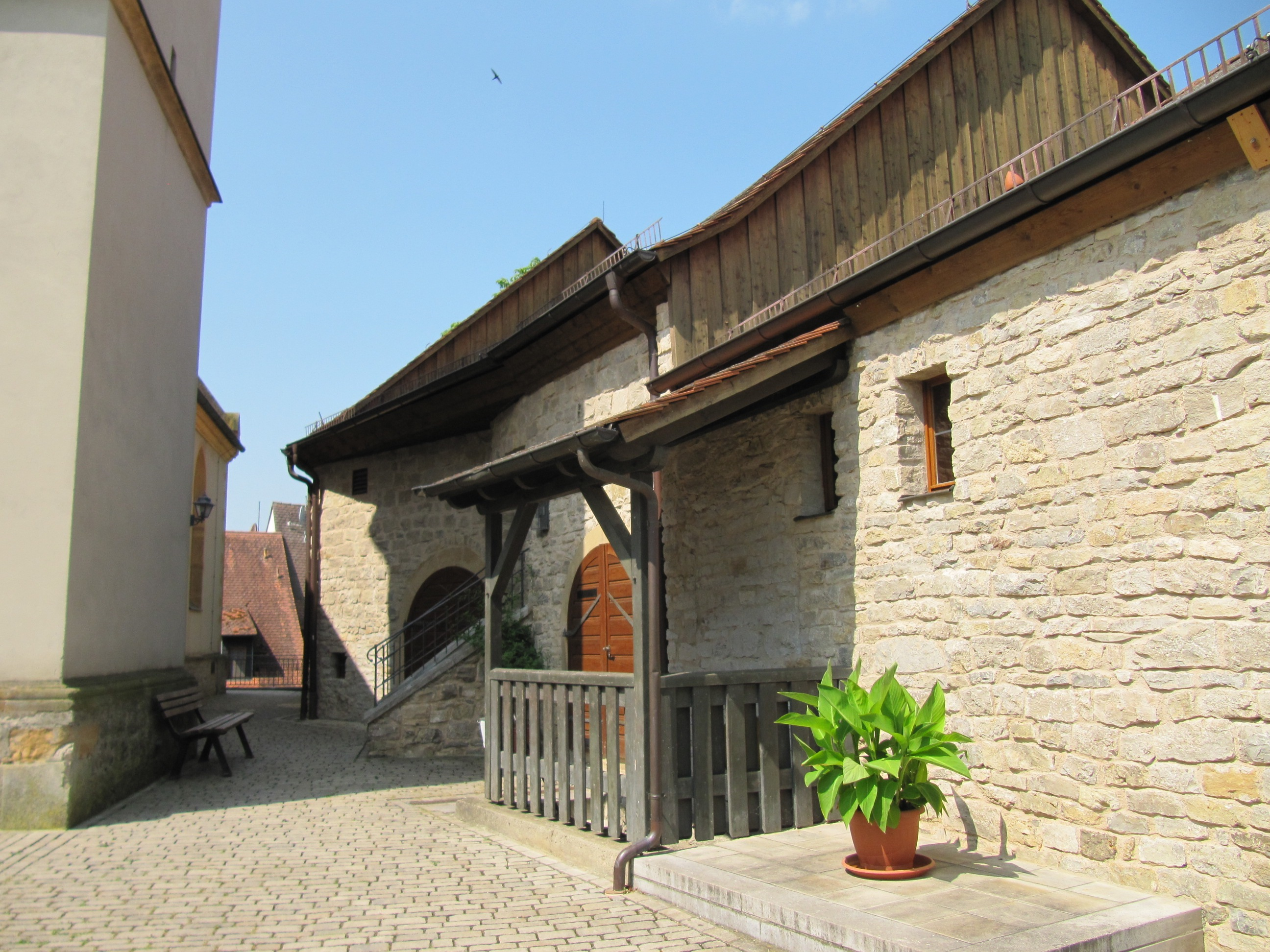
Erhaltene Gadenanlagen
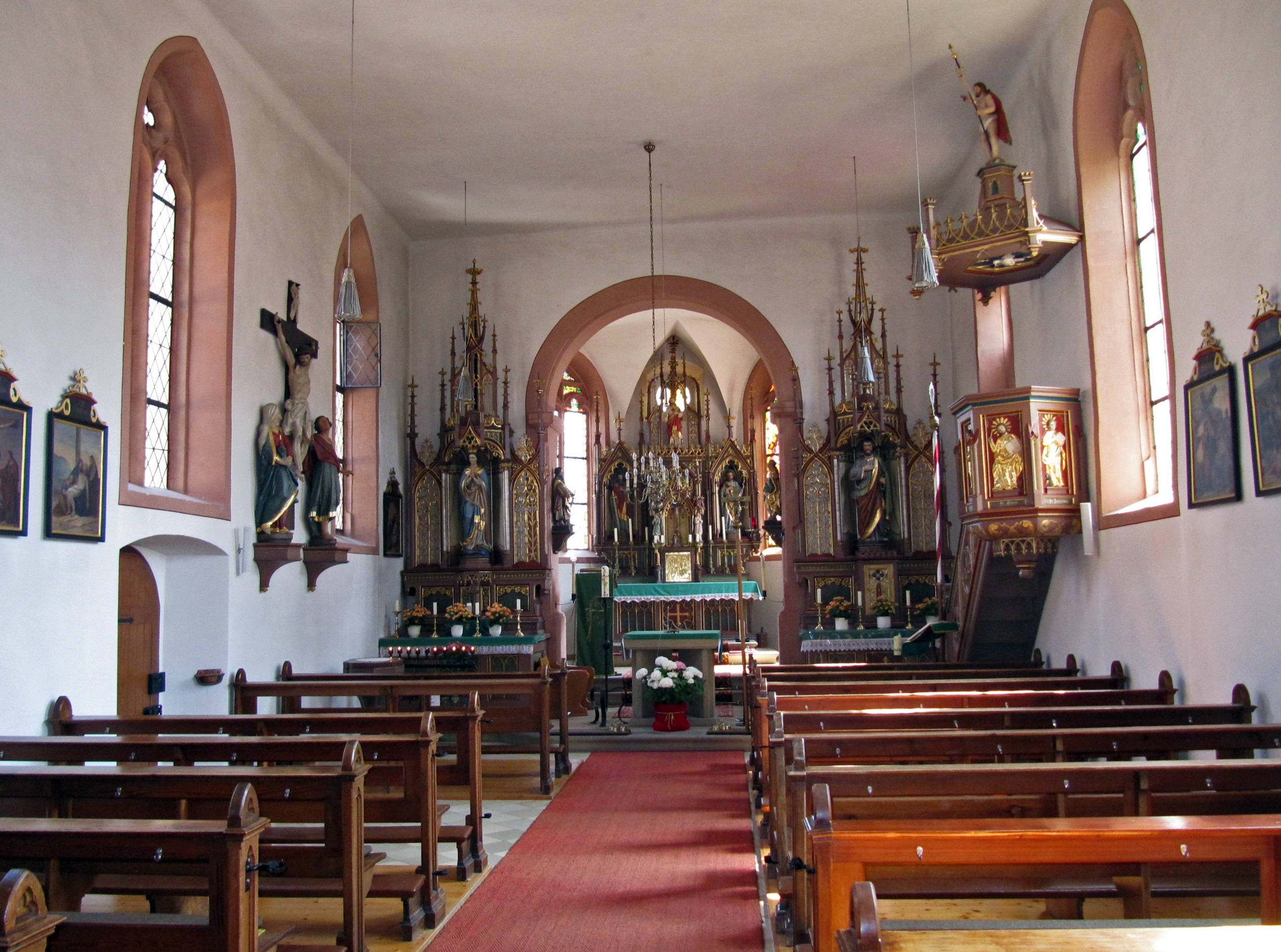
Innenraum von St. Peter und Paul

- Im Mittelpunkt des Ortes steht das in den Jahren 1581/82 erbaute Rathaus. Es hat ein reich verziertes Fachwerkobergeschoss und ein Glockentürmchen. Das Haus diente dem Schultheißen und seinen Schöffen als Aufenthaltsort. Auch fanden Gemeindeversammlungen und Gerichtstage hier statt. Diese waren vorher unter der Dorflinde abgehalten worden. Die 1698 angebrachte Uhr im Giebel ist heute noch in Betrieb. Am Eckstein zur Durchgangsstraße hin blickt ein maskenartiges Gesicht auf Besucher.[8]:56,57

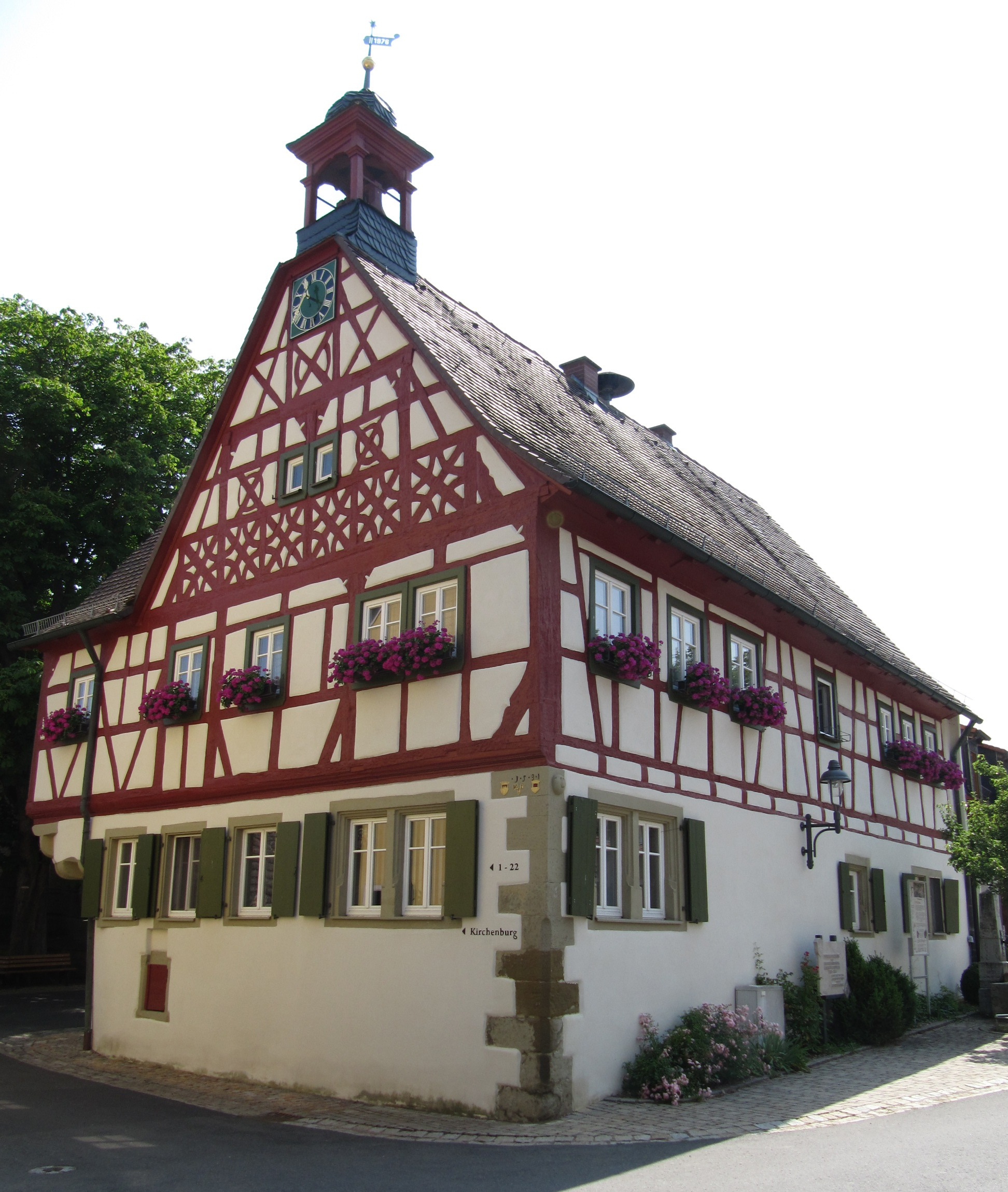
Rathaus
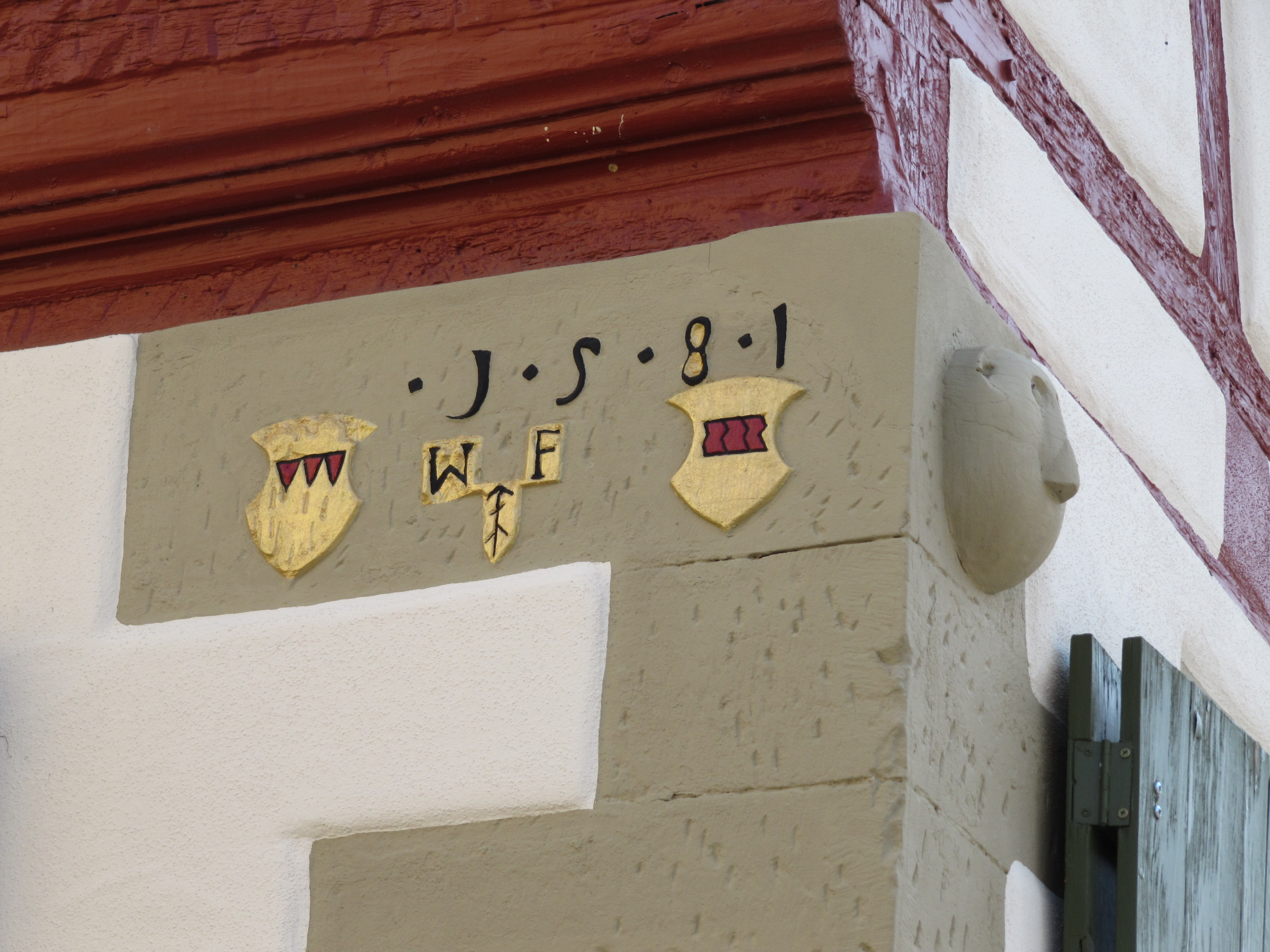
Eckstein
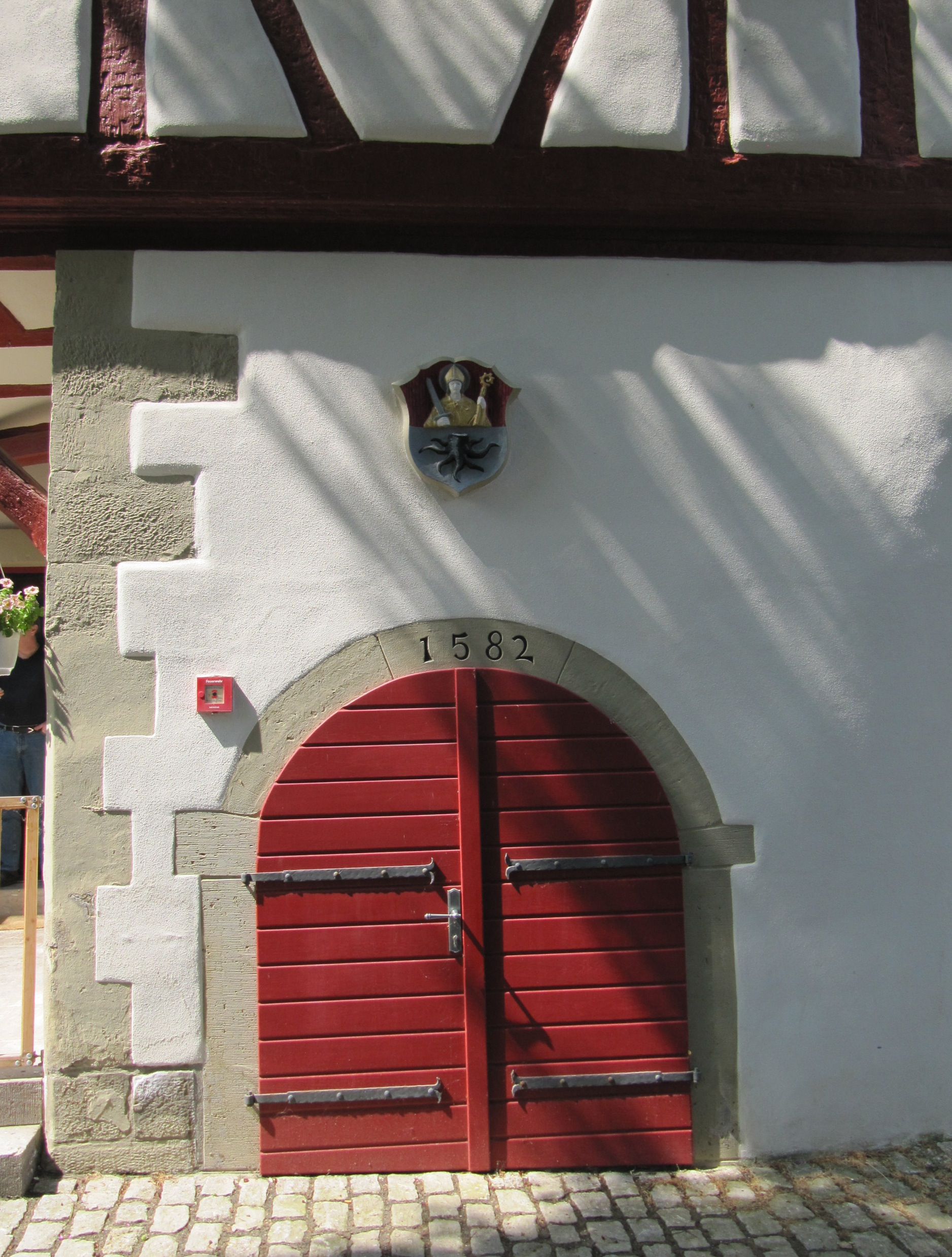
Wappen

- Daneben sind das Pfarrhaus und eine Gaststätte denkmalgeschützt. Außerdem gibt es einige Bild- und Martersäulen, Kruzifixe und Hausfiguren.

### Bodendenkmäler
In der Gemarkung Tiefenstockheim gibt es sieben Bodendenkmäler.

### Einwohnerentwicklung
| Jahr      | 1818   | 1840   | 1852   | 1855   | 1861   | 1867   | 1871   | 1875   | 1880   | 1885   | 1890   | 1895   | 1900   | 1905   | 1910   | 1919   | 1925   | 1933   | 1939   | 1946   | 1950   | 1952   | 1961   | 1970   | 1987   | 2013  |
| Einwohner | 262    | 251    | 262    | 266    | 256    | 265    | 273    | 260    | 275    | 282    | 258    | 252    | 238    | 233    | 226    | 254    | 247    | 236    | 211    | 284    | 275    | 261    | 243    | 218    | 218    | 256   |
| Häuser    | 55     | 49     |        |        |        |        | 56     |        |        | 56     | 56     |        | 54     |        |        |        | 53     |        |        |        | 49     |        | 50     |        | 70     |       |
| Quelle    | [ 11 ] | [ 22 ] | [ 23 ] | [ 23 ] | [ 24 ] | [ 25 ] | [ 26 ] | [ 27 ] | [ 28 ] | [ 29 ] | [ 30 ] | [ 23 ] | [ 31 ] | [ 23 ] | [ 32 ] | [ 23 ] | [ 33 ] | [ 23 ] | [ 23 ] | [ 23 ] | [ 34 ] | [ 23 ] | [ 15 ] | [ 35 ] | [ 36 ] | [ 2 ] |

## Religion
Tiefenstockheim ist römisch-katholisch geprägt und Sitz der Pfarrei St. Peter und Paul.

## Weinbau
Tiefenstockheim ist heute Weinbauort im Anbaugebiet Franken. Eine großlagenfreie Weinlage existiert um das Dorf, der Wein wird seit den 1970er Jahren unter dem Namen Tiefenstockheimer Stiefel vermarktet, der auf die Form der Weinberge verweist. Tiefenstockheim ist Teil des Bereichs Schwanberger Land, bis 2017 waren die Winzer im Bereich Steigerwald zusammengefasst. Die Muschelkalkböden um Tiefenstockheim eignen sich ebenso für den Anbau von Wein, wie die Lage in der Maingauklimazone, die zu den wärmsten Deutschlands gehört.
Bereits seit dem Frühmittelalter betreiben die Menschen um Tiefenstockheim Weinbau. Die fränkischen Siedler brachten wohl im 7. Jahrhundert die Rebe mit an den Main. Im Mittelalter gehörte die Region zum größten zusammenhängenden Weinbaugebiet im Heiligen Römischen Reich. Die Menschen betrieben zumeist Nebenerwerbsweinbau zur Selbstversorgung, gleichzeitig bildeten sich bereits Exportzentren insbesondere entlang des Maines heraus. In Tiefenstockheim blieb man beim Weinbau für den Hausgebrauch.
Der Weinbau erlebte nach der Säkularisation zu Beginn des 19. Jahrhunderts einen umfassenden Niedergang. Vor allem klimatisch weniger begünstige Lagen gab man vollständig auf. Zusätzlich erschwerte das Aufkommen von Schädlingen wie der Reblaus den Anbau. Konsolidieren konnte sich die Weinbauregion Franken erst wieder in der zweiten Hälfte des 20. Jahrhunderts. Der Einsatz von Düngern und verbesserte Anbaumethoden hatten dazu ebenso beigetragen wie die Organisation in Genossenschaften und die Flurbereinigung der 1970er Jahre. Heute wird in Tiefenstockheim wieder in begrenztem Umfang Weinbau betrieben.
| Weinlage | Größe 1993 | Himmelsrichtung | Hangneigung | Hauptrebsorten           | Großlage      |
| -------- | ---------- | --------------- | ----------- | ------------------------ | ------------- |
| Stiefel  | 1,5 ha     | Südosten        | 35–40 %     | Müller-Thurgau, Silvaner | großlagenfrei |